# Bucculatrix sporobolella
Bucculatrix sporobolella är en fjärilsart som beskrevs av August Busck 1909. Bucculatrix sporobolella ingår i släktet Bucculatrix och familjen kronmalar. Inga underarter finns listade i Catalogue of Life.